# Philodina indica
Philodina indica är en hjuldjursart som beskrevs av Murray 1906. Philodina indica ingår i släktet Philodina och familjen Philodinidae. Inga underarter finns listade i Catalogue of Life.